# Biblioteca Gregorio Torres Quintero

La Biblioteca Gregorio Torres Quintero es una biblioteca universitaria especializada en el área educativa y ciencias afines, cuyo propósito principal es apoyar las actividades de docencia, investigación y difusión de la cultura que desarrolla la Universidad Pedagógica Nacional (México).
Recibe su nombre en honor al pedagogo mexicano Gregorio Torres Quintero, creador del método onomatopéyico para la enseñanza de la lectoescritura.

## Historia

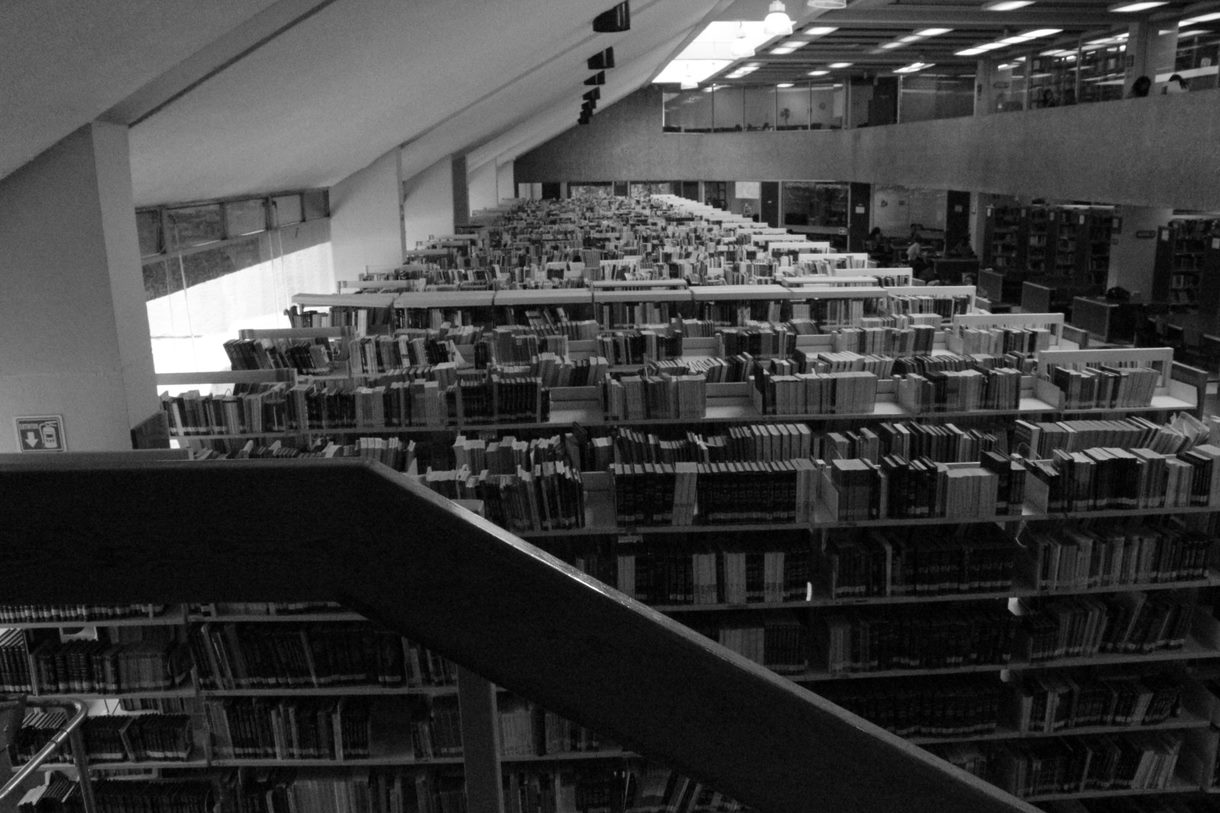
Colección general de la BGTQ

La historia de la Biblioteca Gregorio Torres Quintero es paralela a la de la propia UPN, creada por Decreto Presidencial el 19 de agosto de 1979. 
Su acervo dio inicio con libros provenientes de instituciones previas, como el Museo Pedagógico Nacional, el Instituto Nacional de Pedagogía, el Instituto Nacional de Investigación Educativa y la Dirección General de Capacitación y Mejoramiento Profesional del Magisterio.
Desde el año 1982 hasta la fecha ocupa el mismo recinto, en la UPN Ajusco.El edificio de la biblioteca "se diseñó tomando en cuenta las normas de la Asociación de Bibliotecas e Instituciones de Enseñanza Superior y de Investigación (ABIESI). Fue planeado en tres niveles previendo el desarrollo y crecimiento a futuro del material documental, de los usuarios y del personal".
Su primer director fue el distinguido bibliotecario y normalista Nahúm Pérez Paz.

## Servicios

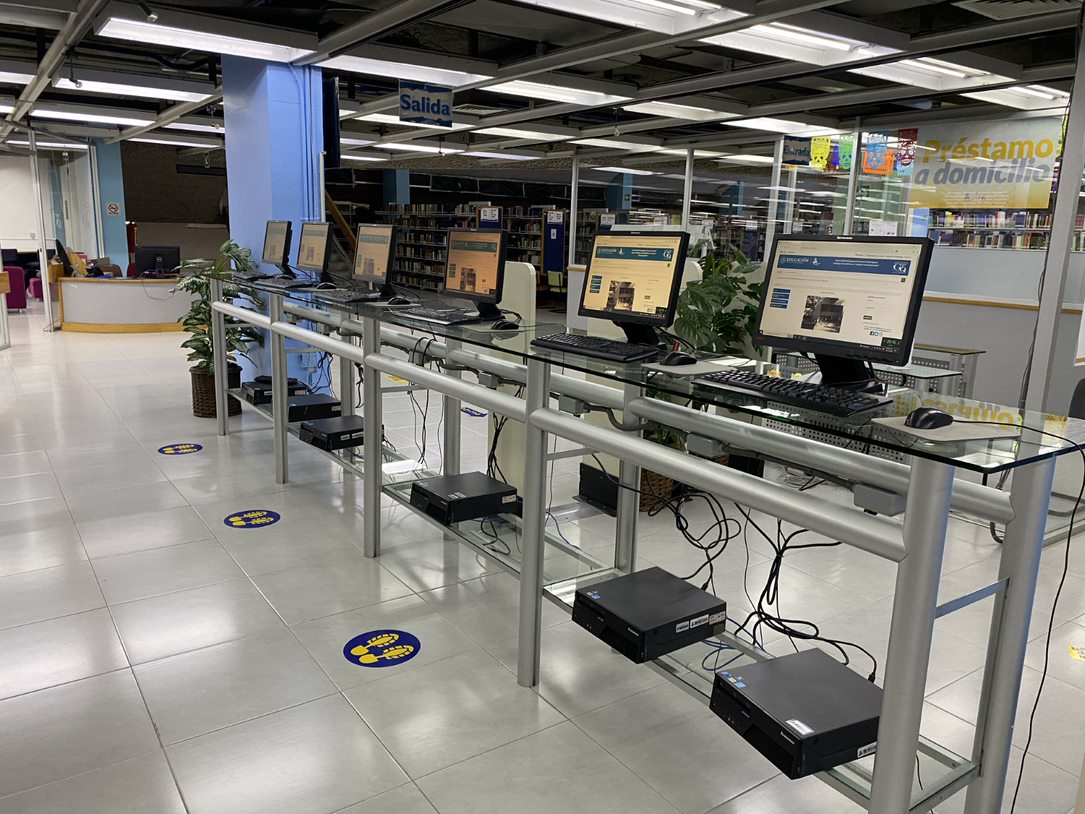
Catálogo al público de la BGTQ

Los servicios que actualmente ofrece la biblioteca son:
Préstamo interno de recursos de información; Préstamo a domicilio de recursos de información; Renovación de recursos de información; Préstamo interbibliotecario; Referencia; Tutoría bibliotecaria; Obtención de documentos; Fotocopiado; Visitas guiadas; Cursos y talleres; Ayuda en línea; Préstamo de cubículos de estudio; Préstamo de equipos de cómputo.
Algunos de estos servicios están destinados únicamente a miembros activos de su comunidad docente, estudiantil y administrativa.
La Biblioteca está abierta a todo el público de lunes a viernes, de 7:00 a 21:00 h, y los sábados de 9:00 a 14:00 h.

## Colecciones

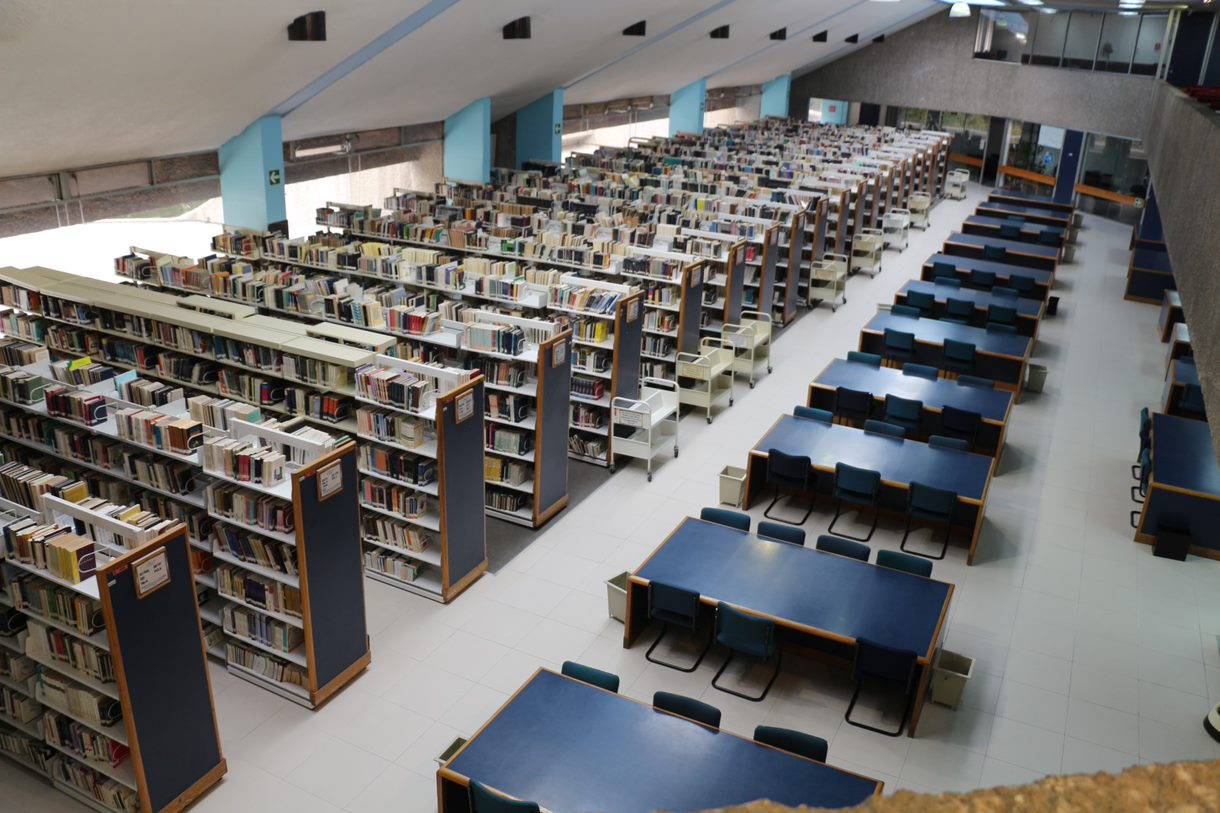
Sala de lectura de la BGTQ

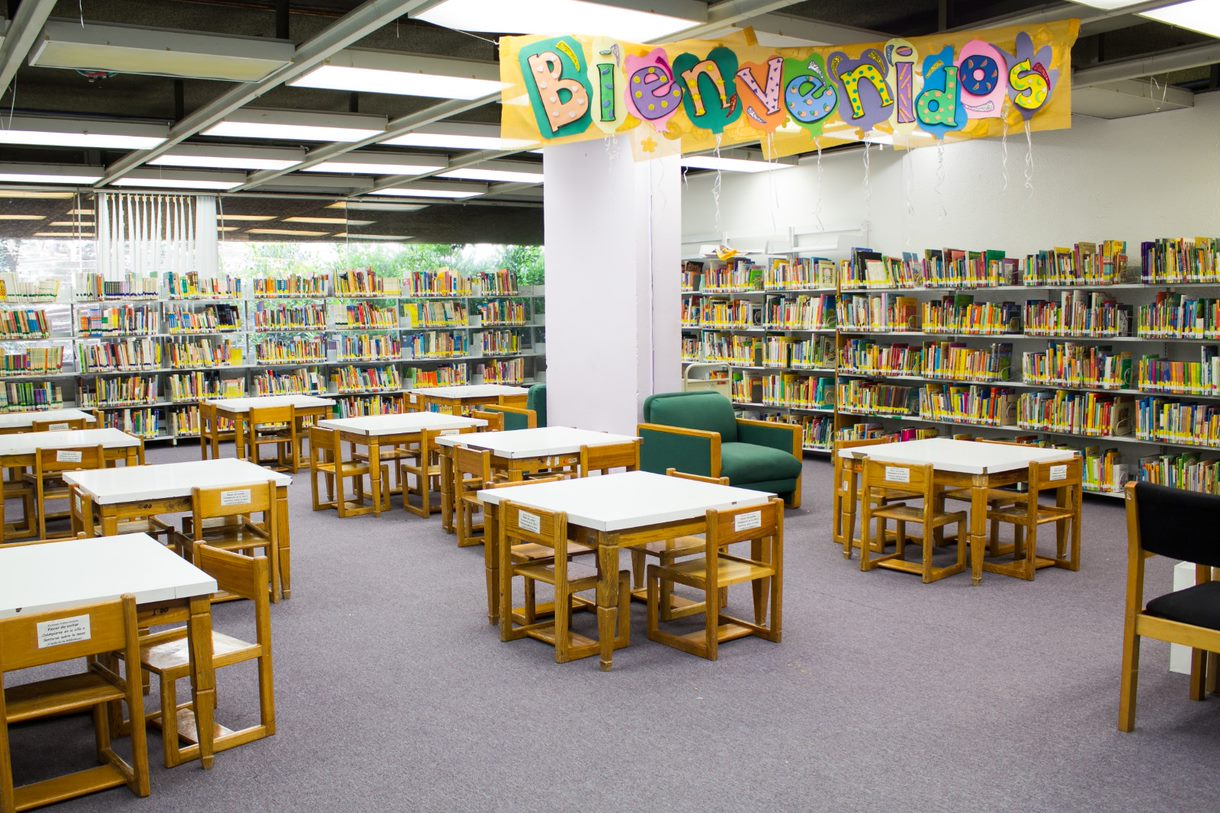
Sala Infantil de la BGTQ

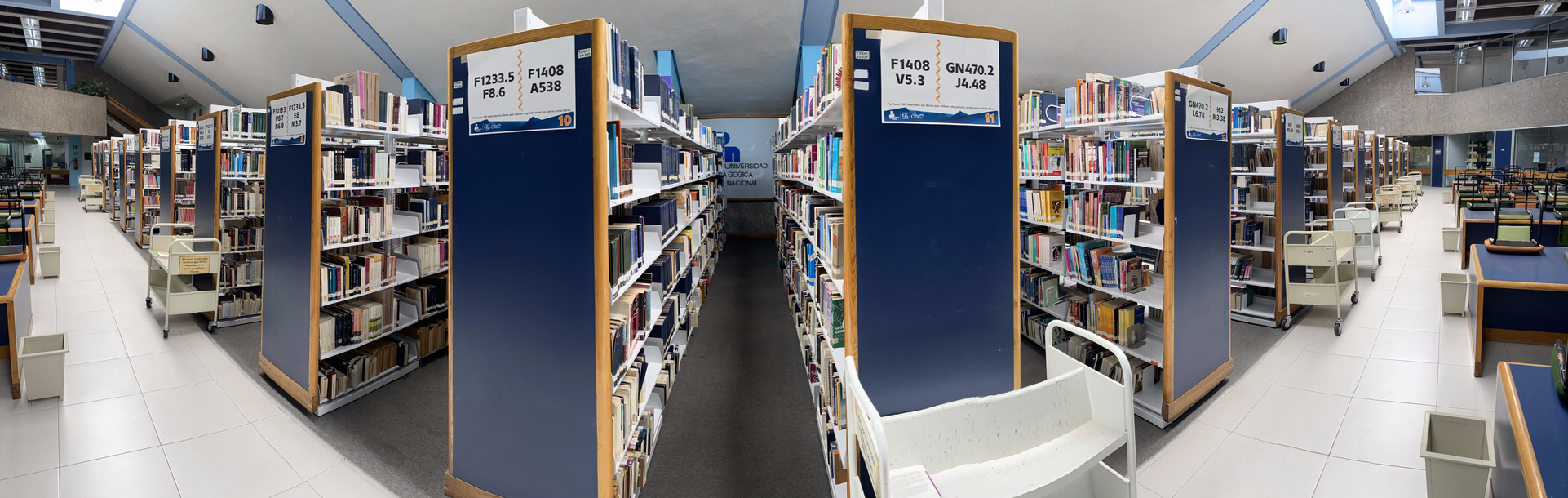
Estantería de la BGTQ

Las colecciones que posee la biblioteca son las siguientes:
- Acceso abierto
- Apoyos didácticos
- Audiovisuales
- Bibliografía básica
- Colección general
- Colección Medina
- Consulta
- Folletería
- Fondo reservado de libros
- Fondo reservado de revistas
- Infantil
- Libros de texto
- Libros de texto gratuitos
- Materiales complementarios y otros recursos electrónicos
- Revistas
- Test y pruebas
- UNESCO
- UPN

## Repositorios digitales

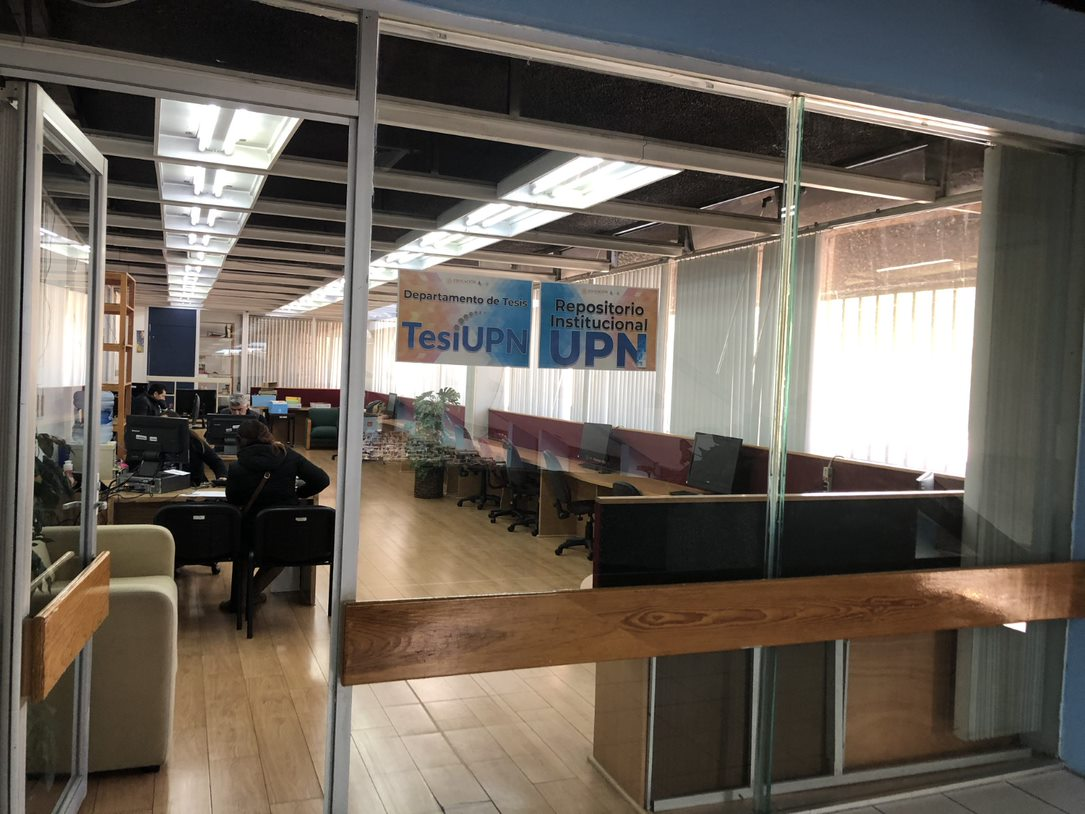
Departamento de Repositorios y Acceso Abierto de la BGTQ

La Biblioteca Gregorio Torres Quintero administra y pone a disposición del público en general los siguientes repositorios digitales:

-Xplora
Recopila, organiza, preserva y difunde trabajos de titulación de licenciatura, especialización, maestría y doctorado, además de libros, capítulos de libro, artículos de revista académica y memorias de congresos, entre otros, con temáticas afines a las ciencias de la educación
http://rixplora.upn.mx/jspui/

- Arte militante
Concentra el acervo artístico, militante y de resistencia social de las y los integrantes del Comité 68 ProLibertades Democráticas. El repositorio se encuentra integrado por diversos recursos de información agrupados en: Audios, Documentos, Imágenes y fotografía, y Videograbaciones.
http://riartemilitante.upn.mx/jspui/

- Fondo antiguo
Dedicado a la conservación y difusión de obras publicadas antes de 1930, posee diversas temáticas como Educación, Historia, Matemáticas, Filosofía, entre otras.
http://200.23.113.72:8080/jspui/